# Ephesia musmi
Ephesia musmi là một loài bướm đêm trong họ Erebidae.